# Time Remembered (album de Bill Evans)
Albums de Bill Evans
At Shelly's Manne-Hole
(1963) Trio '64
(1964)
Time remembered est un album du pianiste de jazz Bill Evans publié en 1999. Il est composé de titres provenant de plusieurs sessions (1958 à 1963).

## Historique
Les titres qui composent cet album « posthume » proviennent de sessions produites par Orrin Keepnews pour le label Riverside Records. Ces titres n'avaient pas été publiés à l'époque.
- Le titres 1 à 4 ont été enregistrés au Plazza Sound Studio à New York, le 10 avril 1962.
- Le titre  5 a été enregistré aux Reeve Sound Studio à New York, le 15 décembre 1958[2].
- Les titres 6 à 13 ont été enregistrés en public au Shelly Manne-Hole[3] à Los Angeles, le 30 et le 31 mai 1963[4].

Les titres étaient auparavant éparpillés sur deux doubles LP. On pouvait trouver les titres 1 à 5 sur le double LP Conception (Milestone, 1981). Les titres 6 à 13 se trouvaient sur le double LP Time Remembered (Milestone, 1983).

## Titres de l’album
| No  | Titre                           | Auteur                                        | Durée |
| --- | ------------------------------- | --------------------------------------------- | ----- |
| 1.  | Danny Boy                       | Fred Weatherly                                | 10:37 |
| 2.  | Like Someone In Love            | Johnny Burke, Jimmy Van Heusen                | 6:25  |
| 3.  | In Your Own Sweet Way           | Dave Brubeck                                  | 2:54  |
| 4.  | Easy To Love                    | Cole Porter                                   | 5:45  |
| 5.  | Some Other Time                 | Leonard Bernstein, Betty Comden, Adolph Green | 6:09  |
| 6.  | Lover Man                       | Jimmy Davis, Roger Ramirez, Jimmy Sherman     | 5:05  |
| 7.  | Who Cares?                      | George et Ira Gershwin                        | 5:22  |
| 8.  | What Is This Thing Called Love? | Cole Porter                                   | 5:48  |
| 9.  | How About You?                  | Ralph Freed, Burton Lane                      | 4:04  |
| 10. | Everything Happens To Me        | Matt Dennis, Thomas Adair                     | 4:46  |
| 11. | In a Sentimental Mood           | Duke Ellington                                | 4:23  |
| 12. | My Heart Stood Still            | Richard Rogers, Lorenz Hart                   | 4:33  |
| 13. | Time Remembered                 | Bill Evans                                    | 5:37  |

## Personnel
Titre 1 à 5 :
- Bill Evans : piano

Titres 6 à 13 :
- Bill Evans : piano
- Chuck Israels : contrebasse
- Larry Bunker : batterie